# Île Sainte-Anastasia (Bulgarie)
Pour les articles homonymes, voir île Sainte-Anastasia.
L'île de Sainte-Anastasia (en bulgare остров св. Анастасия, ostrov Sv. Anastasiya, anciennement appelée île Bolshevik, остров Болшевик) désigne un îlot bulgare de la mer Noire. Il est situé dans le golfe de Bourgas à 1,5 km de la côte près de Chernomorets et couvre une superficie de 0,01 km². C'est la seule île bulgare de la côte de la mer Noire qui soit habitée.
L'île est desservie en électricité et en eau potable. Son nom vient du couvent de sainte Anastasia qui s'y trouve, couvent abandonné depuis 1923, quand l'île fut transformée en prison.
En 1925, un groupe de 43 prisonniers politiques communistes et anti-fascites, mené par Teohar Bakardzhiev, se mutinèrent et s'échappèrent de la prison, s'enfuyant vers l'Union soviétique. En leur honneur l'île fut renommée île Bolchevique quand les communistes prirent le pouvoir en Bulgarie en 1945. Le réalisateur Rangel Valchanov y localisa son film de 1958, "Sur une Ptite île", (en bulgare  "На малкия остров") qui raconte cet événement.
Aujourd'hui, on trouve sur l'île un phare, un petit quai et quelques bâtiments pour l'accueil des touristes.
Un hebdomadaire de la ville de Bourgas, Factor, rapporta en 2006 que la leader du parti  Mouvement des droits et libertés, Ahmed Dogan, visita l'île et exprima son désir de la privatiser suscitant une vive réaction de l'Église orthodoxe bulgare, qui réclame la propriété de l'île. .

## Galerie

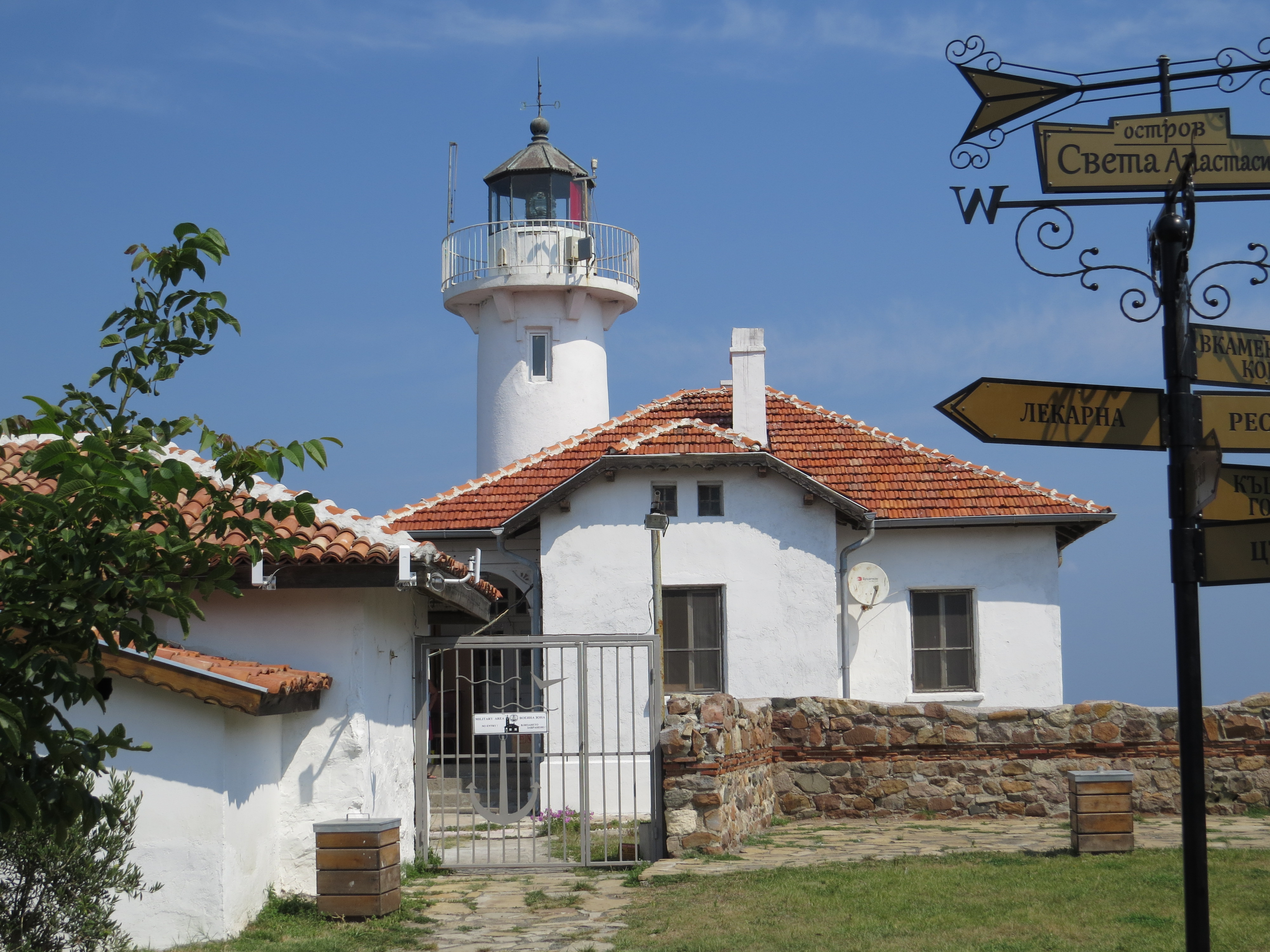
Le phare sur l’île en 2014
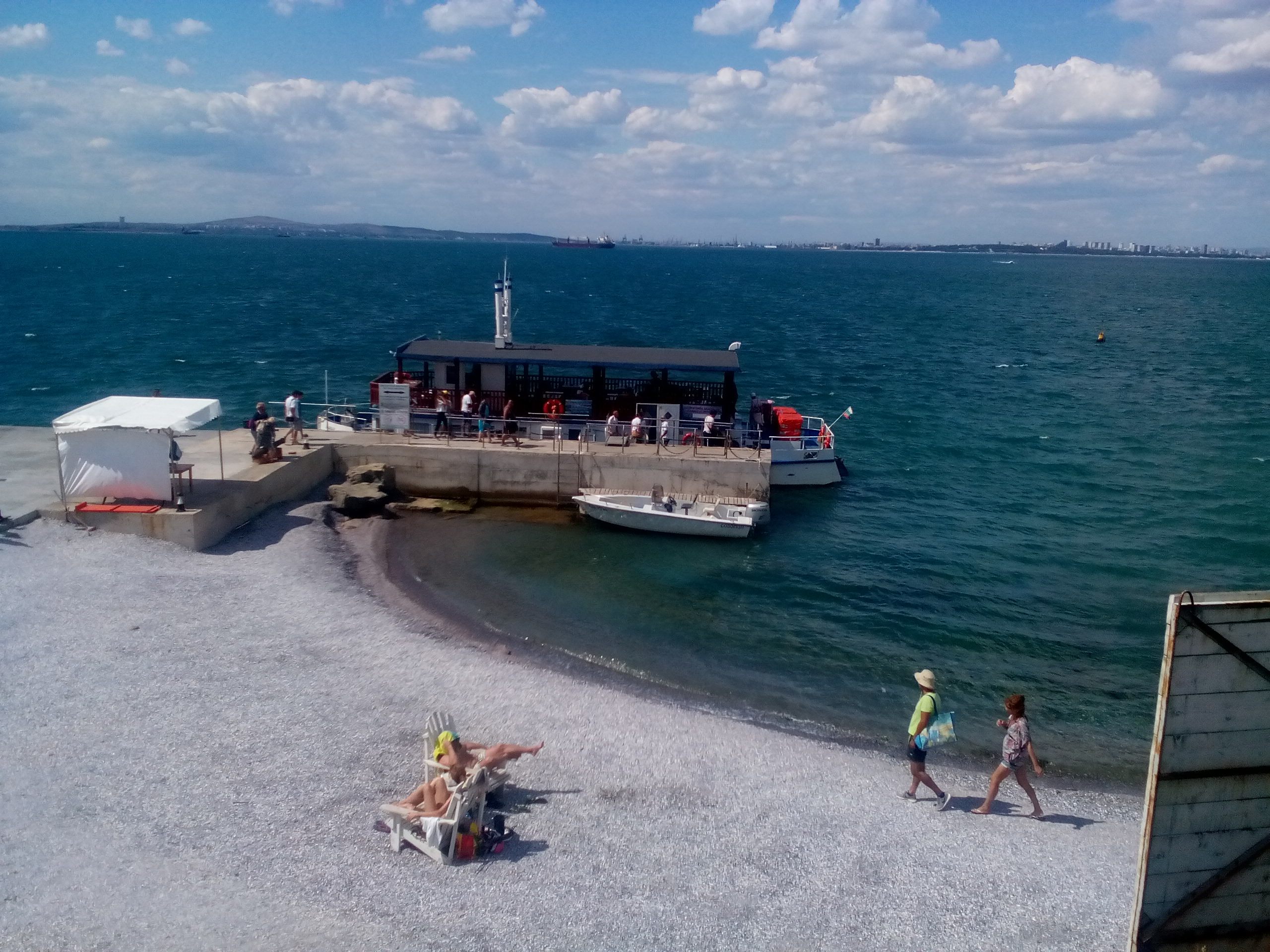
Plage et jetée sur l’île de Sainte-Anastasie. Burgas se profile à l’horizon
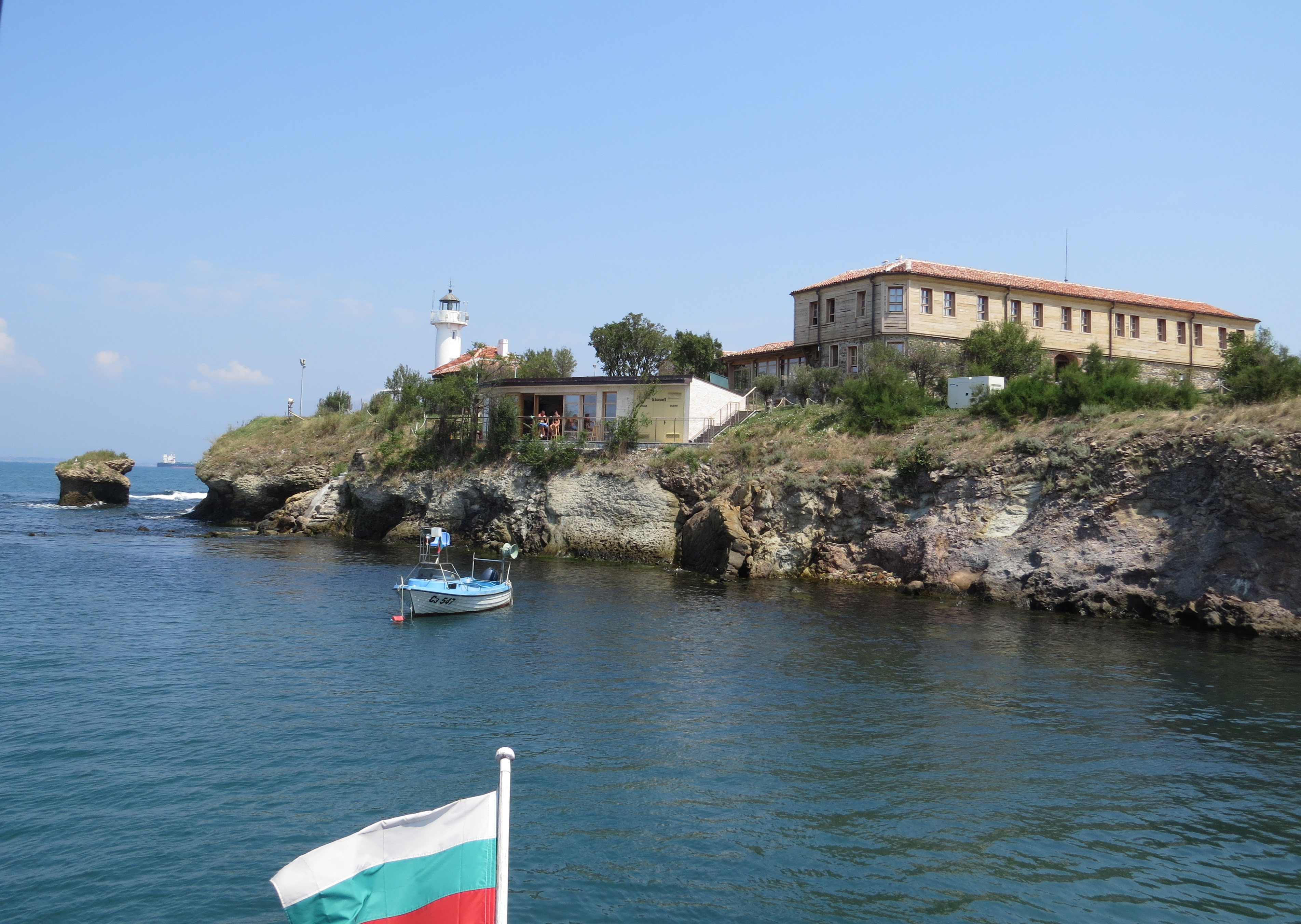
Approche  de l’île Sainte-Anastasie en bateau

## Source
- (en) Cet article est partiellement ou en totalité issu de l’article de Wikipédia en anglais intitulé « St. Anastasia Island » (voir la liste des auteurs).